# Simulium congonse
Simulium congonse es una especie de insecto del género Simulium, familia Simuliidae, orden Diptera.
Fue descrita científicamente por Gouteux, 1977.